# Hleșceava, Terebovlea
Hleșceava (în ucraineană Глещава) este o comună în raionul Terebovlea, regiunea Ternopil, Ucraina, formată numai din satul de reședință.

## Demografie
Componența lingvistică a comunei Hleșceava
     Ucraineană (99,74%)
     Alte limbi (0,26%)
Conform recensământului din 2001, majoritatea populației comunei Hleșceava era vorbitoare de ucraineană (99,74%), existând în minoritate și vorbitori de alte limbi.